# Kauser Jakab (sportoló)

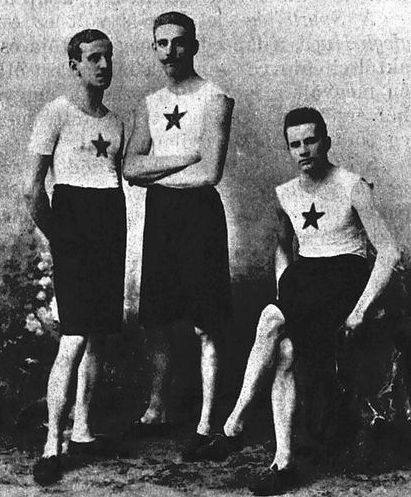
Balról Koppán Pál, középen Kauser F. Jakab, jobbra Purt Béla atléták

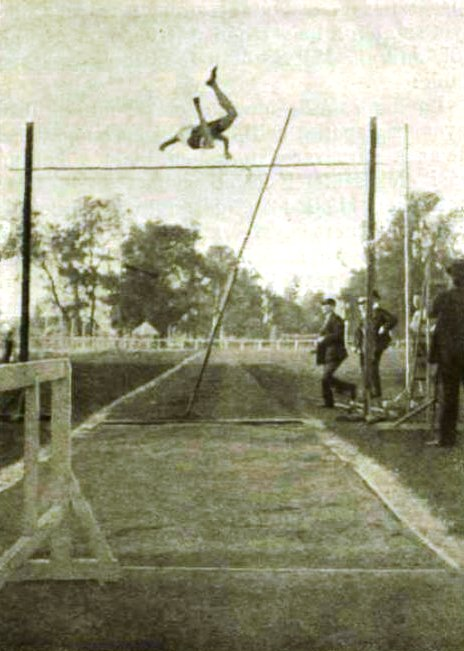
Kauser F. Jakab angliai ugrása

Kauser Jakab (Budapest, 1877. március 22. – Budapest, 1925. június 27.) magyar atléta, illetve rúdugró. Polgári foglalkozása fővárosi pénztári igazgató.

## Sportegyesülete
A Magyar AC (MAC) egyesület sportolója.

### Magyar atlétikai bajnokság
Az első országos rúdugró bajnokságon nem vett részt, visszavonult a versenyzéstől.

## Angol rúdugró bajnokság
1902. július 5-én Angliában, országos rúdugró csúcseredménnyel megnyerte (336 cm) a rúdugró bajnokságot.

### Olimpiai játékok
Franciaországban, Párizsban rendezték az 1900. évi nyári olimpiai játékok atlétikai versenyeit, ahol több versenyszámban is indult. A rúdugrásban a 8 induló versenyző között 310 cm-rel a 4. helyen végzett.

## Sírhelye
Testét a Fiumei úti sírkertben helyezték örök nyugalomra a Kauser-család sírboltjában (jobb oldali falsírboltok 103.).

## Külső hivatkozások
- Kauser Jakab. oszk.hu. (Hozzáférés: 2015. augusztus 28.)